# 水磨沟乡
水磨沟乡，是中华人民共和国新疆维吾尔自治区昌吉回族自治州阜康市下辖的一个乡镇级行政单位。

## 行政区划
水磨沟乡下辖以下地区：
水磨河社区、水磨沟村、红山湾村、柳城子西村和泉泉沟村。